# Великий Пінеж
Великий Піне́ж (рос. Большой Пинеж, марій. Кугу Пинеж) — присілок у складі Кілемарського району Марій Ел, Росія. Входить до складу Нежнурського сільського поселення.

## Населення
Населення — 47 осіб (2010; 62 у 2002).
Національний склад (станом на 2002 рік):
- марі — 64 %
- росіяни — 34 %